# Huls (helling)
Huls is een heuvel genoemd naar het gelijknamige gehucht Huls op de top in het Heuvelland gelegen nabij Simpelveld in het zuiden van de Nederlandse provincie Limburg. De helling wordt ook wel Hulsberg genoemd. Tevens staat deze ook bekend als de Paardendoder. Ten noordoosten van deze heuvel ligt de Keverberg die overgaat in de Putberg.

## Wielrennen
De helling is meermaals opgenomen in de wielerklassieker Amstel Gold Race. De klim wordt de laatste jaren dan eenmaal bedwongen, als achttiende klim na de Eyserweg en voor de Vrakelberg.
In 2014 is ze onderdeel van de 7e etappe van de Eneco Tour, in het wedstrijdboek vermeld als Hulsberg.
In 2025 kiest de Amstel Gold Race ervoor om de naastgelegen klim van de Schanternelsweg (Klingeleberg) aan te doen in plaats van De Huls. Dit is vanwege wegwerkzaamheden op de Stampstraat. Wel wordt nog via de Huls/ Sint Remigiusstraat afgedaald in het begin van de klassieker.